# جيمس جي. دونيلي
جيمس جي. دونيلي هو سياسي كندي، ولد في 14 نوفمبر 1866، وتوفي في 20 أكتوبر 1948. نشط حزبياً في حزب كندا المحافظ. وقد انتخب عضو مجلس الشيوخ الكندي ‏.